# 트리부와나 위자야퉁가데위

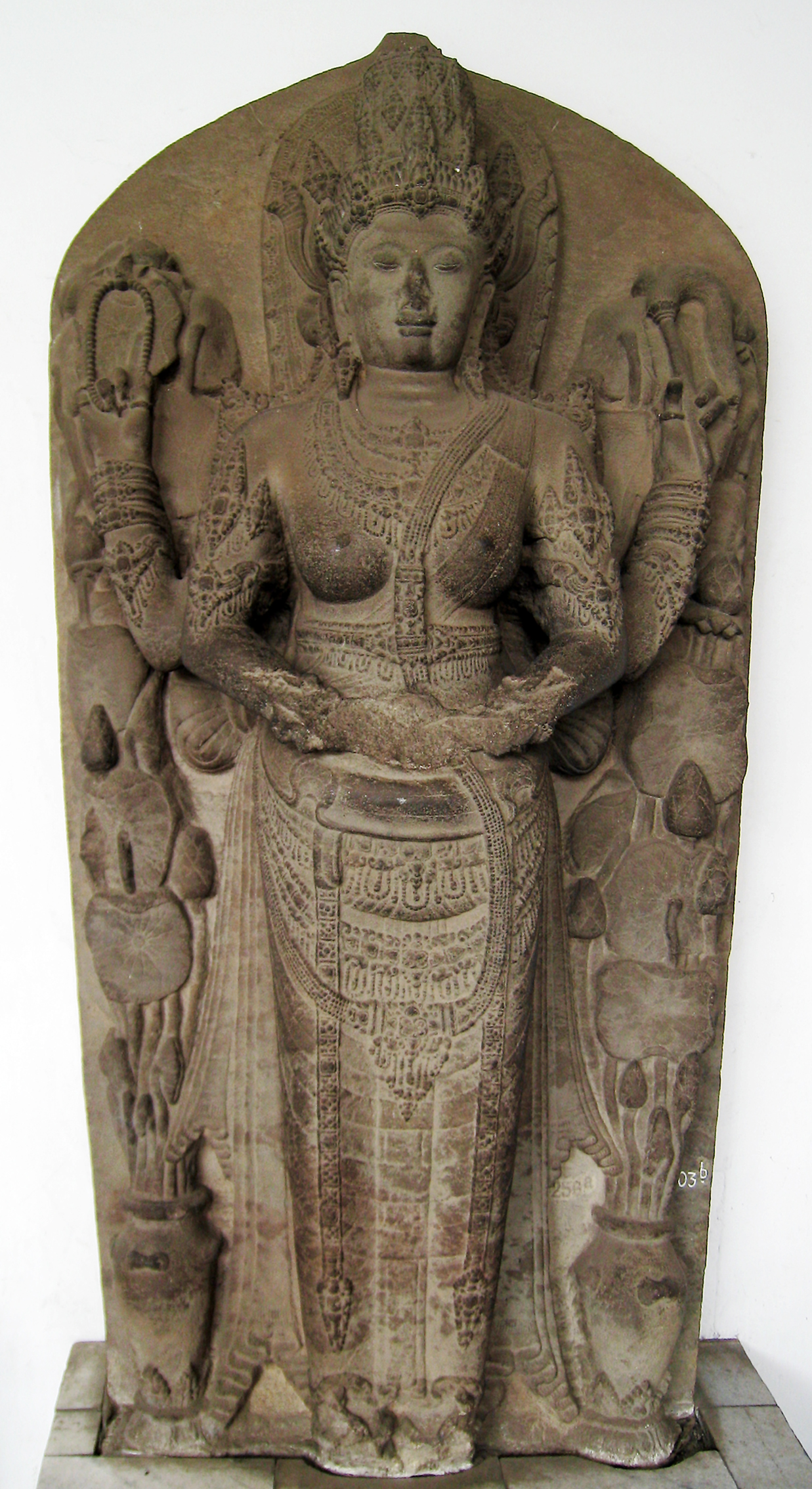

트리부와나 위자야퉁가데위(Tribhuwannottunggadewi Jayawishnuwardhani) 또는 디아 기타르자(Dyah Gitarja)는 1328년부터 1350년까지 통치한 자바의 여왕이자 세 번째 마자파힛 제국 군주였다. 총리 가자 마다(Gajah Mada)의 도움으로 그녀는 제국의 대규모 확장을 추구했다. 전통에 따르면 그녀는 비범한 용기, 지혜, 지능을 가진 여성이다.

## 대중 문화
트리부와나는 4X의 비디오 게임 시드 마이어의 문명 VI의 다운로드 가능 콘텐츠(DLC)로 등장하며 여기서 그녀는 인도네시아 문명을 이끌며 기타르자라는 이름으로 불린다.